# 白家大地遗址
白家大地遗址，位于中国青海省湟中县拦隆口乡上寺村，为青海省市县级文物保护单位，公布日期为1983年3月25日，类型为古遗址。
白家大地遗址的历史年代为卡约文化。